# Xixuthrus ganglbaueri
Xixuthrus ganglbaueri är en skalbaggsart som beskrevs av Auguste Lameere 1912. Xixuthrus ganglbaueri ingår i släktet Xixuthrus och familjen långhorningar.
Artens utbredningsområde är Fiji. Inga underarter finns listade i Catalogue of Life.